# Roberto Tobar
Roberto Tobar est un arbitre international chilien de football né le 13 avril 1978 à Santiago du Chili.

## Biographie

### Championnat d'Amérique du Sud U17 de 2015
Dans ce championnat sud-américain, joué au Chili, il est responsable de l'arbitrage de quatre matchs, deux lors de la phase de groupe et deux lors de la phase finale.

### Copa América 2019
Il participe à sa première compétition internationale majeure, la Copa América 2019.
Dans cette édition de la Copa América, jouée au Brésil, il arbitre le premier match du groupe B entre la Argentine et le Colombie.
En quart de finale, il est responsable de l'arbitrage du match entre le Brésil et le Paraguay.
Enfin, il arbitre la finale qui oppose le Brésil et le Pérou.

### Éliminatoires sud-américaines de la Coupe du monde 2018
Lors des éliminatoires de la Coupe du monde 2018, Andrés est responsable de l'arbitrage de deux des quatre-vingt-dix matchs joués.
Il arbitre la rencontre entre l'Équateur et le Venezuela à Quito le 15 novembre 2016. Un peu moins d'un an plus tard, le 5 septembre 2017, il arbitre l'affrontement entre le Venezuela et l'Argentine.

### Copa Libertadores
Il arbitre un certain nombre de match de la plus haute compétition de clubs d'Amérique Latine et notamment deux finales consécutives. D'abord en 2018, celle du match aller à La Bombonera entre Boca Juniors et River Plate. Puis en 2019, il arbitre la rencontre opposant River Plate et Flamengo.